# Ann O'Donnell
Ann Patricia O'Donnell (Bayonne, 8 marzo 1947) è un'ex schermitrice statunitense.

## Biografia
Ha partecipato ai Giochi della XX Olimpiade di Monaco nel 1972 ed ai Giochi della XXI Olimpiade di Montréal nel 1976

## Palmarès
In carriera ha conseguito i seguenti risultati:
- Giochi Panamericani:

Città del Messico 1975: bronzo nel fioretto a squadre.
San Juan 1979: bronzo nel fioretto a squadre.